# Głazunowskaja (obwód wołgogradzki)
Głazunowskaja (ros. Глазуновская) – stanica w Rosji, w obwodzie wołgogradzkim, w rejonie kumyłżeńskim. W 2010 liczyła 1290 mieszkańców.